# 索莱沙特勒
索莱沙特勒（法語：Saulx-les-Chartreux，法語發音：[so le ʃaʁtʁø] ⓘ）是法国法兰西岛大区埃松省的一个市镇，属于帕莱索区。

## 地理
索莱沙特勒（48°41'32"N, 2°15'59"E）面积7.65 平方千米，位于法国法蘭西島大區埃松省，该省份为法国北部内陆省份，北起上塞纳省和马恩河谷省，西接厄尔-卢瓦省和伊夫林省，南至卢瓦雷省，东临塞纳-马恩省。
与索莱沙特勒接壤的市镇（或旧市镇、城区）包括：诺宰、隆瑞莫、巴兰维利耶、尚普朗、伊韦特河畔维勒邦、布瓦城、维勒瑞斯特。

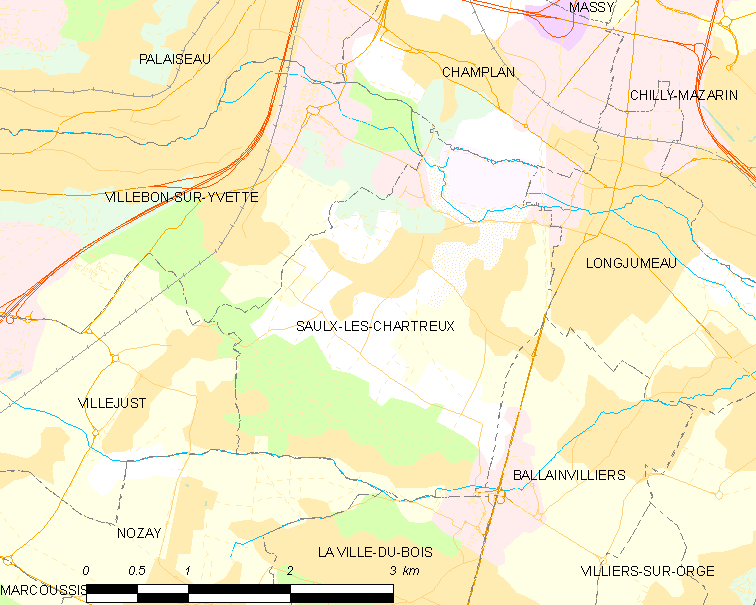
索莱沙特勒的OSM定位图

索莱沙特勒的时区为UTC+01:00、UTC+02:00（夏令时）。

## 行政
索莱沙特勒的邮政编码为91160，INSEE市镇编码为91587。

## 政治
索莱沙特勒所属的省级选区为隆瑞莫县。

## 人口

1962-2008年间索莱沙特勒人口变化图示

索莱沙特勒于2022年1月1日时的人口数量为6611人。